# Incidente della funivia di Tbilisi
L'incidente della funivia di Tbilisi si è verificato il 1º giugno 1990 su un impianto a fune situato nella capitale georgiana di Tbilisi, che ha provocato 20 morti e 15 feriti.

## Storia

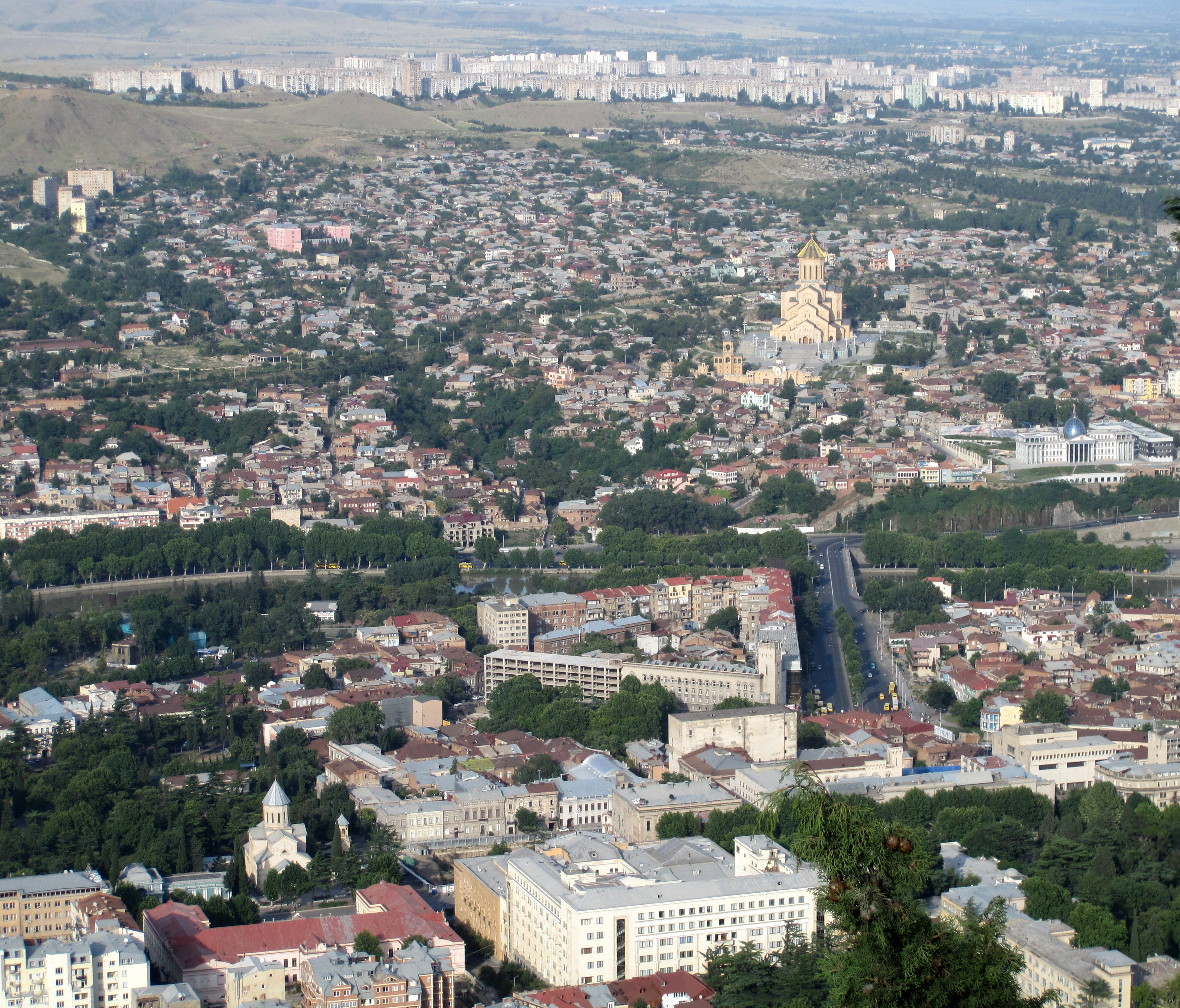
Panoramica di Viale Rustaveli visto dal monte Mtatsminda, nella zona adiacente al luogo dell'incidente.

L'incidente ha coinvolto la funivia che collegava Viale Rustaveli con il monte Mtatsminda, inaugurata nel 1959 e dismessa definitivamente nel 1993, che circa tre anni prima del tragico episodio, nel 1987, aveva subito uno straordinario intervento di manutenzione.
Il pomeriggio del 1º giugno 1990 la gondola numero 1 stava cominciando la discesa dal pendio della montagna, avvicinandosi al pilone inferiore, e la gondola numero 2 si stava avvicinando al pilone superiore, quando la fune di traino ha ceduto all'interno del motore della gondola superiore. La cabina inferiore andò così a schiantarsi contro il muro della stazione a valle, uccidendo quattro persone e ferendone molte altre. La cabina superiore invece aumentò la sua velocità, e una volta raggiunta la torre di sostegno inferiore, urtò la fune di traino spezzata, che era appesa alla torre, provocando lo strappo del cavo portante.
La collisione ebbe un tale impatto che il cavo fuoriuscì dal pilone e così la cabina si ritrovò sospesa con le porte aperte, colpendo in contemporanea il tetto di un edificio di sei piani sottostante. Molte persone precipitarono nel vuoto mentre altre tentarono disperatamente di aggrapparsi ai sostegni della gondola. All'arrivo dei soccorsi furono contati venti passeggeri deceduti e altri quindici rimasti gravemente feriti. I testimoni sopravvissuti di entrambe le gondole hanno in seguito raccontato che i freni non hanno funzionato in nessuna delle cabine, nonostante i disperati tentativi dei manovratori e dei passeggeri che li hanno aiutati a tirare i freni.